# Schnerkingen
Das Dorf Schnerkingen ist ein Ortsteil der Stadt Meßkirch im Landkreis Sigmaringen (Baden-Württemberg).

## Geographie
Schnerkingen befindet sich unmittelbar südlich der Meßkircher Kernstadt. Der alte Ortskern befindet sich in Hanglage und wird durch die Ablach am westlichen Hangfuß begrenzt. Der tiefste Punkt der Gemarkung liegt bei 606 m ü. NN, die Gemarkungsfläche betrug bei der Eingemeindung 700 Hektar (Stand: 1936).

## Geschichte

### Vor- und Urgeschichte
Bereits in vorgeschichtlicher Zeit war das Ablachtal bei Schnerkingen ein siedlungstopographisch günstigster Ort. Vier Grabhügel mit 12 bis 21 Meter Durchmesser und ein bis zwei Meter Höhe geben im fürstlich Fürstenberg'schen Walddistrikt „Dreibühl“ Zeugnis dieser ersten Besiedlung. Sie waren 1887 noch nicht untersucht. Nachdem die Römer ab 213 n. Chr. allmählich von den Alemannen aus Südwestdeutschland in die heutige Schweiz, Vorarlberg und das Elsass zurückgedrängt wurden, entstanden während der alemannischen Landnahme im fünften und sechsten Jahrhundert Altsiedelorte. Ihre Siedlungen benennen die Sippen nach dem Sippenoberhaupt. Das alte Wort für Verwandte ist „Ingen“. Schnerkingen entstand als einer dieser vielen auf “-ingen” endenden Dörfer.

### Mittelalter und Neuzeit
Die Erstnennung Schnerkingens stammt aus dem Frühmittelalter und liegt im Jahr 871. Im Hochmittelalter gab es in Schnerkingen einen Ortsadel – die Herren von Schnerkingen. Vertreter des sich in der Bedeutungslosigkeit verlierenden Geschlechts war ein Conrad von Schnerkingen, „fidelis“ des Grafen Heinrich von Veringen. Er wird im Zuge eines Tausches urkundlich genannt: 1273 trat das Kloster Wald Eigentum an einem Hof in Schnerkingen, den es auf Vermittlung Conrads von Schnerkingen von Graf Heinrich von Veringen erhalten hatte, an das Kloster Reichenau ab und erhielt dafür von Reichenau das Eigentum an dem Hof, genannt Wiler.
Die Hohe Gerichtsbarkeit lag seit 1319 für 275 Jahre bei den Freiherren und Grafen von Zimmern. Diese beherrschten die Stadt Meßkirch und ihre sechs Stammdörfer Rohrdorf, Heudorf, Schnerkingen, Wackershofen sowie Ober- und Unterbichtlingen. Schnerkingen gehörte folglich zur Herrschaft Meßkirch. Die Herrschaft begann mit der Heirat des Freiherrn Werner von Zimmern der Jüngere († 1393) die Anna Truchsessin von Rohrdorf († 1350; einer Nebenlinie der Herren von Waldburg), was 1354 mit Kauf bestätigt wurde, und endete mit dem Tod von Graf Wilhelm von Zimmern (1549–1594).

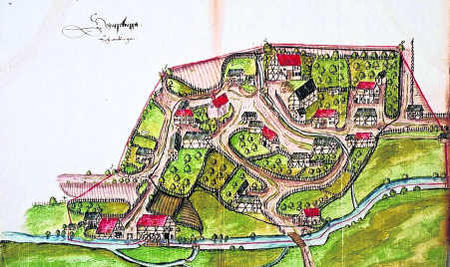
Etter von Schnerkingen im Jahr 1576. Pinselzeichnung auf Papier.

1575 bekam zwei heute unbekannte zeichnende Maler und Kartographen vom Meßkircher Ettergericht den Auftrag, die Ettergrenzen der Stadt und seiner sechs Stammdörfer wiederzugeben. Die Neuvermessung von Schnerkingen beginnt „uf der brucken, so über die Ablach gehet, bey Hanns Römers Hauß. Von dannen mitten der Ablach nach hinab durch die Mühlreder, hinder Hanns Kimpels Bachofen, und Hauß. Hinumb in des Millers Gartten Eck, gegen Mößkirchen werts. Von solchem Eck schnurs gerad, uber die Straß in die Fußstigle, am Mößkircher Fußweg. Von dannen hinder den Zeunen und Gartten hinumb, über den Karrenweg, in den Bierbaum, der da steet im Hag da sich die Wege scheiden. Vonn dannen hinder den Zeunen und Gartten hinumb in die Stigle an Waldtmannsweyler Fußsteig. Von dannen stracks in das eusserst Eck, da der Birnbaum steet, in Eberlins Gartten. Von solchem Eck und Birnbaum uber die beeden Straßen, schnurs gerad in Eberlins hewhäuslin. Von dannen stracks in die Ablach unnd der Ablach mitten nach hinab bis widerumb in die Bruckenn.“ Anlass der Ansichten mit Grenzbeschreibungen der Stadt und der Ortsansichten war ein lange schwelender Rechtsstreit zwischen den Zimmern und den Werdenbergern und ihren Rechtsnachfolgern, den Grafen von Hohenzollern. Es ging um die Dorf- und Stadtgrenzen der Zimmerischen Herrschaft Meßkirch. Die Zeiten überdauert hat die Verteidigungsrede Graf Wilhelm von Zimmern mit den Ansprüchen seiner Familie, von den Hohenzollern ist dies nicht bekannt. Verhandelt wurde über die Zuständigkeit für die Bestrafung von Hochgerichtsfällen Inneretters und Außeretters. Beide Seiten einigten sich nach nur halbjährigem Streit am 9. Juli 1576 mit einem Kompromiss. Danach ist bei einem Verbrechen innerhalb eines der sechs Dorfetter oder in der Stadt Meßkirch die Herrschaft der Grafen von Zimmern zuständig, tritt das Verbrechen außerhalb der Etter ein, dann ist der Graf von Hohenzollern Gerichtsherr.
Später gehörte Schnerkingen zum Fürstentum Fürstenberg, es unterstand dem Fürstenbergischem Amt Meßkirch. Im Jahr 1806 wurde das fürstenbergische Territorium aufgrund der Rheinbundakte im Gefolge des Reichsdeputationshauptschlusses mediatisiert und großteils dem Großherzogtum Baden zugeschlagen. Ab 1809 gehörte Schnerkingen zum badischen Seekreis. Die Standesherrschaft der Fürsten von Fürstenberg erfolgte durch das Bezirksamt Meßkirch. Zuständig war das Hofgericht Konstanz.

### 20. Jahrhundert bis heute
Schon 1931 hat das Innenministerium des Landes Baden in einem Erlass an das Bezirksamt Meßkirch Verhandlungen über einen Anschluss Schnerkingens an Meßkirch in Gang gesetzt. In allen Orten mit weniger als 500 Einwohnern war nämlich zu prüfen, ob sie sich untereinander oder mit einer größeren Gemeinde zusammenzuschließen sollten. Der Schnerkinger Gemeinderat lehnte im November 1931 eine Vereinigung mit der Stadt Meßkirch ab. 1934 erinnerte das Bezirksamt Meßkirch wieder an diesen Erlass und argumentierte: Schnerkingen gehöre zum Kirchspiel Meßkirch, die Schüler gingen in Meßkirch zur Schule, und es gebe eine Reihe weiterer gemeinsamer Einrichtungen. Wieder lehnten die Schnerkinger ab. Vor allem monierten sie, dass Meßkirch Bürgersteuer, Wasserzins, Getränkesteuer, Feuerschutzabgabe erhebe; all diese Maßnahmen kenne man in Schnerkingen nicht.
Auch der Vereinbarungsentwurf des Bezirksamtes, in dem den Schnerkingern ein Gemeinderatssitz in Meßkirch, die Belassung des bisherigen Bürgergenusses und der bisherigen Steuerhebesätze für die Dauer von zehn Jahren garantiert wurden, konnten sie nicht umstimmen.
Am 1. März 1935 traf man sich wieder; Meßkirch war zu noch mehr Zugeständnissen bereit, aber die Verhandlungen zogen sich hin. Da schaltete sich die NSDAP ein. Der damalige Reichsstatthalter im Gau Baden, Robert Wagner in Karlsruhe, machte kurzen Prozess: Am 1. April 1936 wurde die Gemeinde Schnerkingen nach Meßkirch eingemeindet. Dass die Gemeinde Schnerkingen, trotz zähen, fünfjährigen Widerstands, ihre Selbstständigkeit verlor und Stadtteil von Meßkirch wurde, ist in einer Verfügung durch Robert Wagner, NSDAP-Gauleiter von Baden, begründet. Die große Finanznot und der dadurch bedingte finanzielle Zusammenbruch leistungsschwacher Gemeinden wurden damals im Erlass als Rechtfertigung der Maßnahme genannt. Durch die gemeinsame Nutzung von Kirche, Kindergarten, Schule und Friedhof bestanden jedoch schon vor der Eingemeindung enge Beziehungen zu Meßkirch, was die Integration wesentlich erleichterte. Dabei musste der letzte Dorfbürgermeister Wilhelm Häuptle seinen Hut nehmen.
Beginnend mit der Auflösung des Bezirksamtes Meßkirch im Jahre 1936 wurden seine Gemeinden dem Oberamt Stockach angegliedert. Mit Meßkirch kam Schnerkingen 1939 in den neugebildeten Landkreis Stockach. Mit Wirkung vom 1. Januar 1973 wurde der Landkreis Stockach aufgelöst und Schnerkingen kam mit Meßkirch zum Landkreis Sigmaringen.

### Einwohnerentwicklung
1827 zählte der Ort 108 Einwohner, 1832 und 1834 waren es 126 Einwohner in 30 Familien; Bürgermeister war Anton Hach. 1845 waren es 15 Haushalte mit 108 katholischen Einwohnern. Waren es 1908/09 bereits 249 Einwohner, wies Schnerkingen bei der Eingemeindung 1936 schon 300 auf.

## Politik

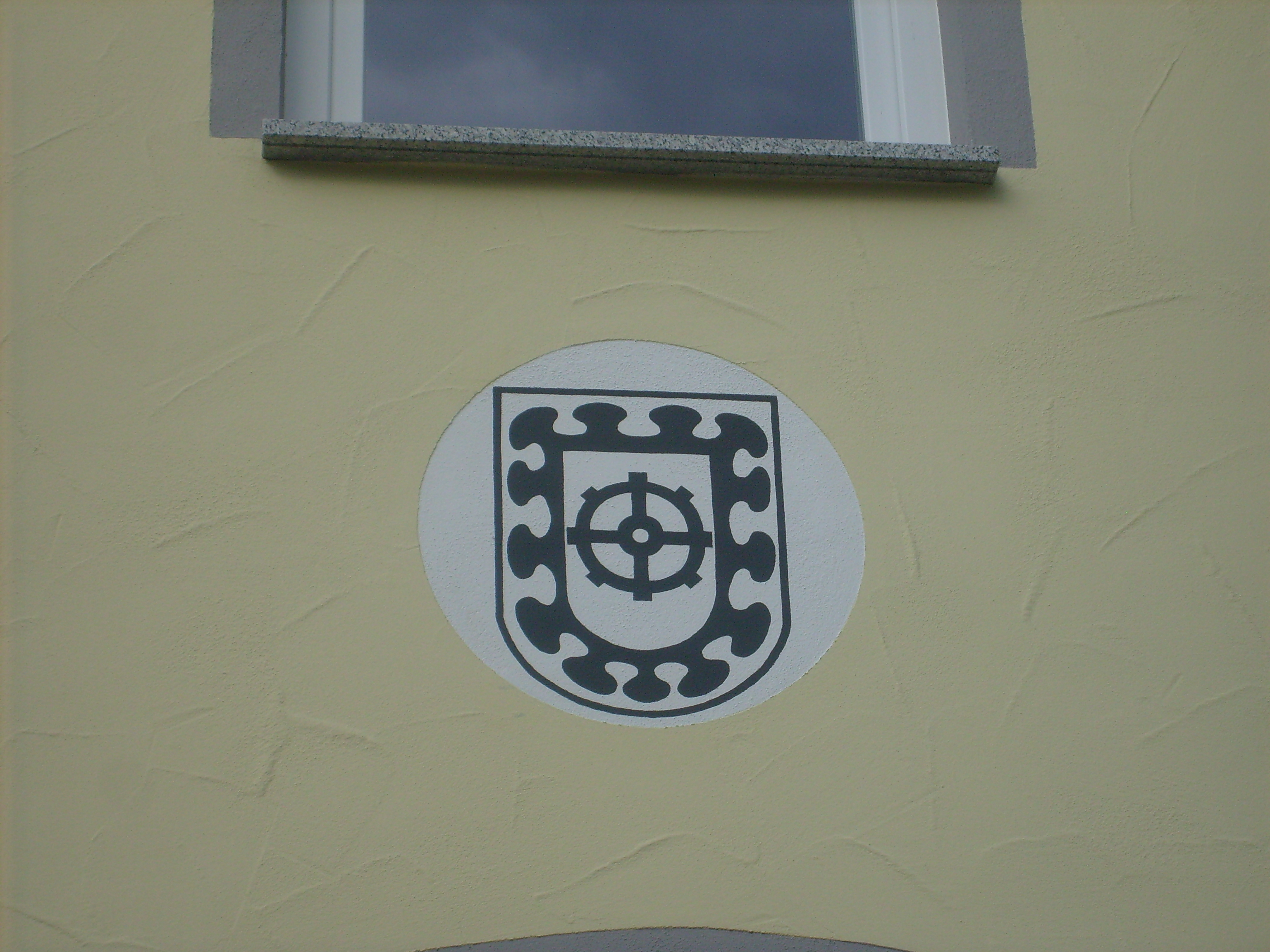
Wappenrelief über dem Rathauseingang

Eine eigene Ortsverwaltung und einen Ortsvorsteher, die Schnerkingen wie den anderen Teilorten eigentlich zustehen würden, gibt es nicht, die Verwaltung erfolgt durch die Stadt. Wünsche und Interessen werden heute durch Stadträte aus den eigenen Reihen im Meßkircher Gemeinderat vertreten.

### Wappen
An die frühere Selbstständigkeit erinnert nur noch das Schnerkinger Ortswappen auf der Giebelseite des ehemaligen Schnerkinger Rathauses und als Wappenscheibe im Treppenhaus des Meßkircher Rathauses. Es ist eine Schenkung aus dem Jahr 1986 anlässlich der 50-Jahr-Feier der Eingemeindung nach Meßkirch. Das Wappen zeigt im gelb-blauen Wolkenbord ein gelbes Mühlrad auf blauem Grund. Das Wolkenbord weist auf die Zugehörigkeit zum Fürstenhaus Fürstenberg hin.

## Kultur und Sehenswürdigkeiten
Schnerkingen liegt am Abschnitt des Linzgauer Jakobswegs zwischen Meßkirch und Wald.

### Bauwerke

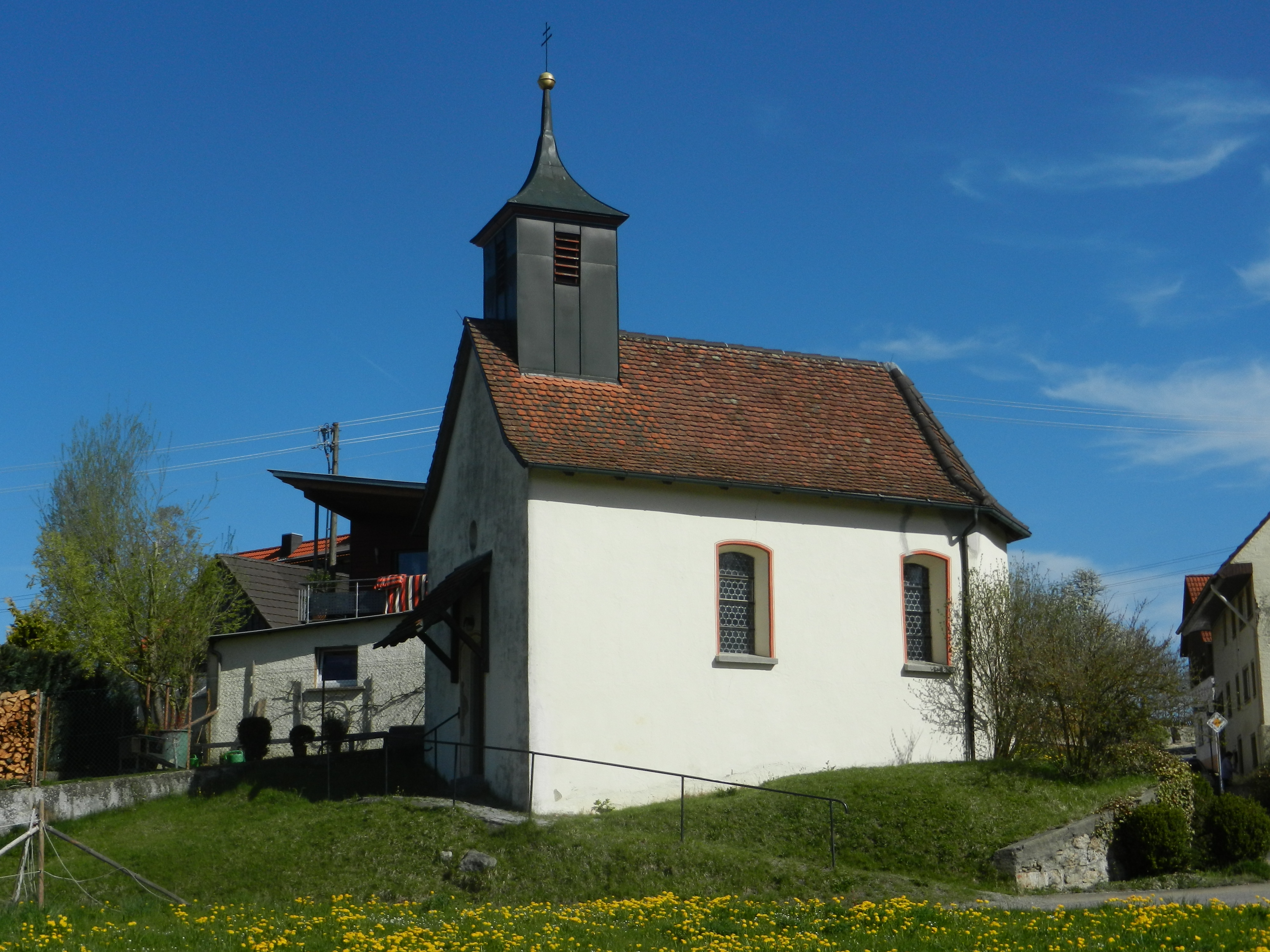
Kapelle Petrus und Paulus

- Die Kapelle Petrus und Paulus ist im Stil der Spätgotik des 14. Jahrhunderts erbaut; die Schnerkinger Hofstellen sind in ihrer Mehrheit zur Kirche hin ausgerichtet. Die Fresken der Kirche stammen aus dem 15. Jahrhundert.[13] Die Kapelle hatte zwei Glocken. Als im Zweiten Weltkrieg die Order kam, alle Glocken abzugeben, wurde eine Glocke, die einen Sprung hatte, abgegeben. Die andere Glocke – von der keiner wusste – wurde behalten und so hatten die Schnerkinger nach dem Krieg als erste wieder die Glocken läuten können. Nachdem die Glocke dann im Jahr 1974 auch einen Riss bekommen hatte, wurde sie nach Heidelberg zur Reparatur gebracht. Die Kapelle mit ihren Malereien an den Wänden ist eine der wenigen erhaltenen Sakralbauten aus der zimmerschen Epoche und deshalb von besonderer heimatgeschichtlicher Bedeutung.[14]

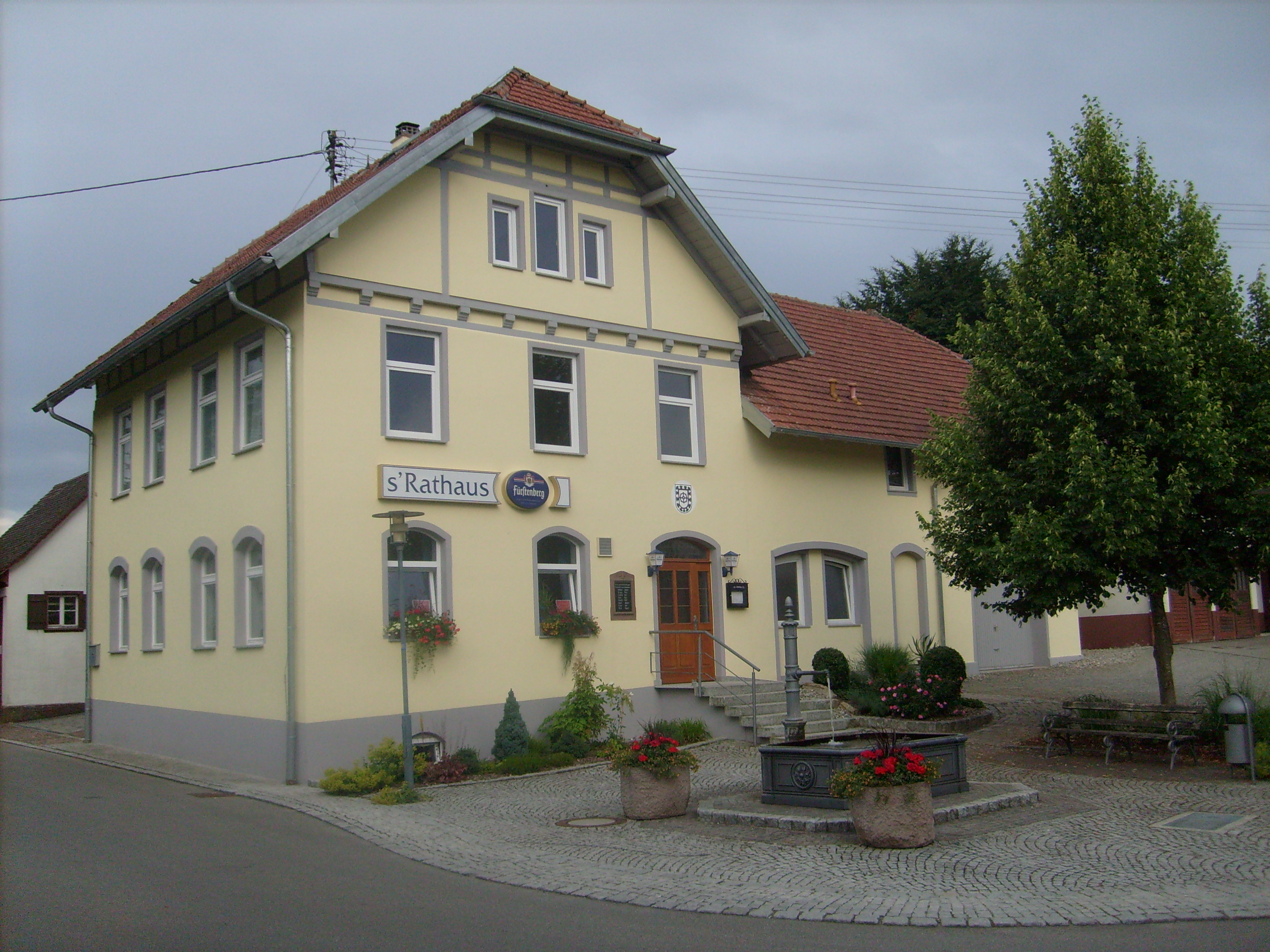
Ehemaliges Rathaus mit Dorfplatz und Brunnen

- Das ehemalige Rathaus wurde 1909 erbaut, 1999 durch den Narren-, Kultur- und Sportverein (NKSV) erworben und dient heute als Vereinsgaststätte „s’Rathaus“ der Schnerkinger Dorfgemeinschaft.[12]
- Schnerkingen hat zwei Brunnen: den Brunnen des Narren-, Kultur- und Sportvereins vor dem Rathaus, mit auf der gegenüberliegen Straßenseite befindlichem Wasserspielplatz, und den Brunnen in der Nähe des Hauses Muffler.[15]
- Zudem gibt es in Schnerkingen eingemauerte Kanonenkugeln als Mahnung vor Kriegen, eine Idee, die von der in der Bietinger Pfarrkirche St. Cyriak eingelassene Kanonenkugel mit der Zahl 1799 nachgeahmt wurde.[16] Die Kanonenkugel stammt aus der Schlacht bei Meßkirch am 5. Mai 1800.[14]
- Über die neue Ablachbrücke hinweg findet sich unweit des Meßkircher Schulzentrums ein Feldkreuz, das nicht das von Martin Heidegger beschriebene ist. Es ist neueren Datums und wurde von Anton Braun und Ferdinand Schad gestiftet.[14]
- In Richtung Talmühle befindet sich die zwei Rudolfskapellen.[14]

### Regelmäßige Veranstaltungen
Der 1988 gegründete Narren-, Kultur- und Sportverein Schnerkingen e.V. (NKSV). hat sich der Pflege des örtlichen Brauchtums, und das nicht nur bei der schwäbisch-alemannischen Fasnet, verschrieben. Mit ihm haben sich die Schnerkinger als Dorfgemeinschaft nach wie vor eine kleine Eigenständigkeit erhalten.

### Kulinarische Spezialitäten
In der Fastnachtszeit gibt es in Schnerkingen den Rälle-Dreck.